# عبير محمد أنور
عبير محمد أنور كاتبة أطفال مصرية. تعمل أستاذ علم النفس المعرفي المساعد بكلية الآداب في جامعة القاهرة. نشرت لها قصص كثيرة وفازت بعدة جوائزة أدبية في أدب الطفل.

## السيرة الشخصية
تخرجت عبير محمد أنور من كلية الآداب بجامعة القاهرة حاملة ليسانس الآداب سنة 1986. ثم حصلت على دبلوم علم النفس التطبيقي منها سنة 1987، ثم ماجستير علم النفس سنة 1994، وأخيرًا دكتوراه علم النفس سنة 2002. تعمل أستاذ علم النفس المعرفي المساعد بنفس الكلية.

## الجوائز
- 2006-07: جائزة سوزان مبارك الأولى لأدب الطفل.[2]
- 2008-2010-2014: درع كلية الآداب، جامعة القاهرة.[2]
- 2008: جائزة شومان لأدب الطفل عن كتابها «بستان الغضب».[3]
- 2014: جائزة الملتقى العربي لكتب أدب الأطفال لأفضل كتاب للطفل عن قصتها «تسامح شجرة صغيرة».[4][5]
- 2015: جائزة مهرجان الشارقة الدولى لكتب الأطفال عن فئة اليافعين لأفضل كتاب للطفل المعاق.[2]
- 2020: جائزة الطفل ضمن جوائز معرض القاهرة الدولي للكتاب لعام 2020، عن قصتها «خطابات سرية».[6][7]
- 2021: اختارت دار نهضة مصر للطباعة والنشر والتوزيع قصتها «ثوب العيد» كأحد أفضل الإصدارات على مستوى العالم ضمن قائمة نادي القراءة الدولي التابع للأمم المتحدة.[8][9]

## المؤلفات
- «رشاقة كريم - المرحلة الرابعة»، 2014 (ردمك 9786144029565)
- «يمكنني أن أهدأ»، 2014
- «رحلة إلى حديقة الحيوان وقصص أخرى»، 2014   (ردمك 9786144147795)
- «قط أسود في الظلام وقصص أخرى»، 2014   (ردمك 9786144147825)
- «اللوحة الجديدة وقصص أخرى»،   (ردمك 9786144147863)
- «أريد جداً وقصص أخرى»، 2014  (ردمك 9786144147856)
- «صديقي المختلف عقلياً»، 2014  (ردمك 9786144148266)
- «لن تلعب معنا وقصص أخرى»، 2014 (ردمك 9786144147832)
- «صندوق بابا السحري وقصص أخرى»، 2014   (ردمك 9786144147870)
- «مي والأرجوحة وقصص أخرى»، 2014  (ردمك 9786144147801)
- «طبق المكرونة وقصص أخرى»، 2014   (ردمك 9786144147818)
- «الإمتحان»، 2015   (ردمك 9786144029145)
- «أنا دوماً معك»، 2015  (ردمك 9786144029138)
- «هذا هو الحب»، 2016   (ردمك 9789771453024)
- «لا أريد ان أنام وحدي - المرحلة الرابعة»، 2016   (ردمك 9786144029558)
- «وصية جدتي»، 2016  (ردمك 9786144422298)
- «لن يتكرر ذلك أبداً - المرحلة الثالثة (متقدم)»، 2016 (ردمك 9786144422397)
- «سماعتي الجديدة - المرحلة الرابعة (مبتدئ)»، 2016  (ردمك 9786144422120)
- «السباح الماهر - المرحلة الخامسة (متوسط)»، 2016   (ردمك 9786144422458)
- «لست سارقة»، 2016 (ردمك 9786144421048)
- «لمن تشرق الشمس»، 2017   (ردمك 789771453635)
- «غدا سيكون لي شعر»، 2017  (ردمك 9789771447276)
- «آسفة يا أمي ؛ الخطوات الخمس لتقديم الإعتذار»، 2019   (ردمك 9789953951928)
- «صبي وبنت»، 2019   (ردمك 9789953951935)
- «حبيبة بابا أيضاً»، 2019  (ردمك 9789953952482)
- «لست وحدي»، 2019  (ردمك 9789953952499)
- «لماذا أنا وحيد ؟»، 2019   (ردمك 9789953952505)
- «خطابات سرية»، 2019   (ردمك 9789771456896)
- «توتة»، 2020   (ردمك 9789771457978)
- «ثوب العيد»، 2020   (ردمك 9789771454489)
- «بستان الغضب»، 2020   (ردمك 9789771452133)
- «تسامح شجرة صغيرة»، 2020   (ردمك 9789771447269)
- «مملكة الكلام»، 2020   (ردمك 9789771451433)
- «لن ترحلي»، 2020  (ردمك 9789771456568)

وله أيضًا في الترجمة:
- 100 قصة وقصة لحل مشاكل الأولاد ؛ التربية السهلة بواسطة قصة حكايات تعالج مشاكل الأولاد ومخاوفهم - الجزء الأول، : صوفي كاركان، 2010   (ردمك 9789953154954)
- التسامح "النظرية والبحث والممارسة"،  ميشيل إ. ماكلو، 2015  (ردمك 9789777049093)